# Nur noch Gefühl
"Nur noch Gefühl" (tradução portuguesa:  "Apenas sentimentos") foi a canção que representou a Áustria no was Festival Eurovisão da Canção 1987, interpretada em alemão por Gary Lux. A canção tinha letra de Stefanie Werger, música de Kenneth Westmore e foi orquestrada por Richard Österreicher.
A canção foi a terceira a ser interpretada na noite do evento, a seguir à canção  "Shir habatlanim", interpretada por Lazy Bums e antes da canção islandesa "Hægt og hljótt, interpretada por Halla Margrét. A canção terminou em 20.º lugar (entre 22 países) e recebeu apenas 8 pontos.
Esta canção teve uma versão inglesa intitulada: "Don´t turn around", que passou quase despercebida na Europa.
A canção e uma balada, na qual Lux diz à sua amante que "apenas existem sentimentos" entre eles.